# Cultura de Jericó
La cultura de Jericó fue una cultura prehistórica desarrollada en el Levante mediterráneo a partir del IX milenio a. C. 
Jericó es una de las ciudades más antiguas del mundo. La arqueología atestigua su existencia al menos desde el año 8000 a. C. (cultura natufense en la industria lítica y ósea). Pero no será hasta el año 7000 a. C. cuando se reconozcan los restos neolíticos. Jericó se rodea de gruesas murallas. Sus casas eran de planta circular, con cimientos de piedra, pavimentos pintados con ocre y enterramientos en el interior de la vivienda. Esta ciudad tenía un templo, puede que dos, y una incipiente industria cerámica. Su economía se basaba en la agricultura y se completaba con la caza y la pesca. Pero Jericó se hizo rica y próspera gracias al comercio: seguramente dominaba la extracción de sal, betún y sulfuro, del mar Muerto. El aumento de población en Jericó les obliga a extender su dominio, pero también a incrementar la productividad de su territorio. Fue entonces cuando comenzó aquí, la ganadería y aparecieron nuevos útiles, como las mazas, los molinos de mano, el cuenco o la cestería. En este período las casas eran de planta rectangular, tenían hornos y hogares, y aparecieron los santuarios, en los que había pequeñas estatuas de dioses de la naturaleza. Con características similares a las de Jericó tenemos los yacimientos de Beidha y Jarmo. 
| Predecesor: Natufiense | Levante mediterráneo Períodos 2 y 3 8300 a. C. – 7600 a. C. 7600 a. C. – 6600 a. C. | Sucesor: Abu Hureya |
| Predecesor: Natufiense | Levante mediterráneo Períodos 2 y 3 8300 a. C. – 7600 a. C. 7600 a. C. – 6600 a. C. | Sucesor: Buqras     |
| Predecesor: Natufiense | Levante mediterráneo Períodos 2 y 3 8300 a. C. – 7600 a. C. 7600 a. C. – 6600 a. C. | Sucesor: Ras Shamra |
| Predecesor: Natufiense | Levante mediterráneo Períodos 2 y 3 8300 a. C. – 7600 a. C. 7600 a. C. – 6600 a. C. | Sucesor: Abu Gosh   |
| Predecesor: Natufiense | Levante mediterráneo Períodos 2 y 3 8300 a. C. – 7600 a. C. 7600 a. C. – 6600 a. C. | Sucesor: Beisamun   |